# Bucky Bockhorn
Arlen Dale Bockhorn, detto Bucky (Campbell Hill, 8 luglio 1933), è un ex cestista statunitense, professionista nella NBA.

## Carriera
Venne selezionato dai Cincinnati Royals al terzo giro del Draft NBA 1958 (17ª scelta assoluta).